# Monte Finkol
Monte Finkol' es el punto más alto de la isla de Kosrae en los Estados Federados de Micronesia, en Oceanía. Administrativamente se encuentra en el estado de Kosrae en las coordenadas geográficas 05°31′N 163°39′E / 5.517, 163.650. Se eleva a una altura de 2.064 pies (619 metros).